# 303
Cette page concerne l'année 303  du calendrier julien. Pour l'année 303 av. J.-C., voir 303 av. J.-C. Pour le nombre 303, voir 303 (nombre).
L'année 303 est une année commune qui commence un vendredi.

## Événements
- 24 février : édit de Nicomédie interdisant le culte chrétien [1], qui incite les soldats à la non-violence et à la désertion. Début de la persécution de Dioclétien : par quatre édits, Dioclétien ordonne la persécution des chrétiens, ferme les églises et confisque les livres sacrés, afin d’apaiser les dieux et d’obtenir leur intercession pour la protection de l’Empire (fin en 313).
- Printemps : un second édit de persécution ordonne l’arrestation du clergé chrétien[2]
- Novembre : Troisième édit de persécution, obligeant les clercs a sacrifier contre leur libération[2].
- 20 novembre : les Augustes et les Césars sont réunis pour la première fois tous ensemble à Rome pour une fête en l'honneur du vingtième anniversaire de l'accession de Dioclétien[2].
- 19 ou 20 décembre : Dioclétien quitte Rome[3]. Après son départ, il a une première attaque sérieuse à Ravenne et doit continuer son voyage de retour vers l'Orient en litière[2].

## Naissances en 303
- Magnence, empereur romain usurpateur.

## Décès en 303

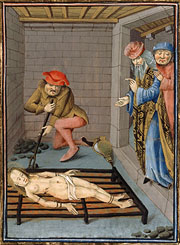
Martyre de Sainte Foy.

- 4 mars : Adrien de Nicomédie, officier romain, martyr[1].
- 19 avril : Expédit, officier romain, martyr à Mélitène[4].
- 23 avril : Georges de Lydda (Palestine), soldat romain, martyr[1].
- 24 avril : Adrien de Nicomédie, soldat romain, martyr[1].
- 27 avril : Anthime de Nicomédie, évêque de Nicomédie, martyr[1].
- 2 juin : Érasme de Formia, évêque syrien, martyr[5].
- 15 juin : Guy, Modeste et Crescence, martyrs chrétiens, en Lucanie.
- 21 juillet : Victor de Marseille, officier dans une légion thébaine, martyrisé à Marseille pour avoir refusé d'abjurer sa foi chrétienne.
- 25 août : Genès, aussi connu comme Saint-Giniez, un fonctionnaire romain qui refuse d’appliquer l’édit de persécution est décapité à Arles (ou en 308)[6]. Sa tombe des Alyscamps devient le point de départ d’une vaste nécropole.
- 25 septembre : Firmin d'Amiens, martyr.
- 6 octobre : Foy d'Agen, vierge et martyr (date probable).
- 7 octobre : Serge et Bacchus de Rasafa, officiers de l'armée romaine martyr, en Syrie (date traditionnelle)[7].
- Après le 3 novembre : Lu Ji, écrivain chinois[8].